# أوائل العرب
أوائل العرب هو مسلسل تاريخي عراقي من 25 حلقة, أنتج سنة 1996,من إنتاج راديو وتلفزيون العرب، الإشراف العام على المسلسل فيصل الياسري، ومدير التصوير رفعت عبد الحميد ومدير الإنتاج خالد علي، والموسيقى التصويرية سهيل شوقي.

## قصة العمل
يتحدث المسلسل في حلقات منفصلة بلغ عددها 25 حلقة وبطريقة شيقة وممتعة عن الرواد العرب الأوائل في العلوم مثل (الكيمياء والبصريات والرياضيات) والفنون مثل (الرسم والعمارة الإسلامية) والأدب مثل (النحو وقواعد اللغة العربية).

## الممثلون
- عبد الجبار الشرقاوي
- سمر محمد
- عز الدين طابو
- عبد الستار البصري
- لمياء بدن
- عبد الصاحب نعمة[1]
- مهدي الحسيني
- خالد أحمد مصطفى[2]
- ميمون الخالدي
- وجدان الاديب[3]
- كريم محسن